# Jean-Marc Pelletier
Jean-Marc Pelletier (* 4. März 1978 in Atlanta, Georgia) ist ein US-amerikanischer Eishockeytorwart, der zwischen 2007 und 2010 für die Hamburg Freezers zwischen den Pfosten stand.

## Karriere

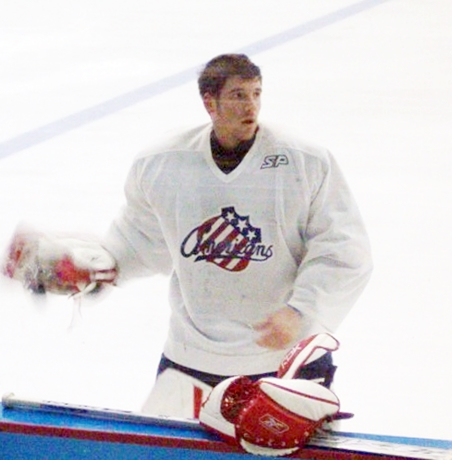
Pelletier im Trikot der Rochester Americans

Pelletier wurde von den Philadelphia Flyers in der zweiten Runde des NHL Entry Draft 1997 als insgesamt 30. ausgewählt. Zu diesem Zeitpunkt spielte er für die Cornell University im Spielbetrieb der Collegesportorganisation NCAA, die folgende Spielzeit hütete er das Tor der Rimouski Oceanic aus der Québec Major Junior Hockey League. Für die Spielzeit 1998/99 wurde Pelletier von den Flyers zu deren Farmteam, den Philadelphia Phantoms, in die American Hockey League geholt, außerdem konnte er am 4. März 1999 bei einer 0:5-Niederlage gegen die Ottawa Senators sein NHL-Debüt für die Flyers feiern.
Im Januar 2000 wurde der Torhüter von den Flyers zusammen mit Rod Brind’Amour und einem Zweitrunden-Pick zu den Carolina Hurricanes transferiert, die wiederum Keith Primeau und einen Fünftrunden-Pick an die Flyers abgaben. Allerdings wurde Pelletier nie von den Hurricanes in der NHL eingesetzt, sondern spielte in deren Farmteam, den Cincinnati Cyclones in der International Hockey League beziehungsweise bei den Lowell Lock Monsters in der AHL.
Am 31. Dezember 2002 tauschten die Hurricanes Pelletier gegen Patrick DesRochers, der dafür von den Phoenix Coyotes kam.
Aber auch hier kam der Linksfänger nur sporadisch in der NHL zum Einsatz und konnte erst am 20. Februar 2004 seinen ersten NHL-Sieg feiern, als die Coyotes die Columbus Blue Jackets mit 3:2 besiegten. Insgesamt kam Pelletier in sechs NHL-Spielen für Phoenix zum Einsatz.
Im Februar 2005 wechselte der Schlussmann dann zu den Utah Grizzlies, die dafür Jamie Storr zu den Falken schickten. Allerdings lief Pelletiers Vertrag im Sommer aus, so dass er im Sommer 2005 als Free Agent einen Vertrag bei den Florida Panthers unterschrieb und in deren Farmteam, den Rochester Americans, als Torhüter eingesetzt wurde.
Aufgrund des langfristigen Ausfalls von Robert Müller verpflichteten die Adler Mannheim den US-Amerikaner im Dezember 2006. Mit den Adler Mannheim gewann er gleich in seiner ersten DEL-Saison den Deutschen Eishockey Pokal und die Deutsche Meisterschaft. Ab der Saison 2007/08 stand Pelletier im Tor der Hamburg Freezers, bei denen er einen Zwei-Jahres-Vertrag mit einer Option auf ein weiteres Jahr unterschrieben hatte.

## Erfolge und Auszeichnungen
| - 1999 Teilnahme am AHL All-Star Classic - 1999 AHL All-Star Classic MVP - 2000 Teilnahme am AHL All-Star Classic - 2002 Teilnahme am AHL All-Star Classic | - 2007 Deutscher Meister mit Adler Mannheim - 2007 Gewinn des Deutschen Eishockey-Pokal mit Adler Mannheim - 2009 Teilnahme am DEL All-Star Game |

## DEL-Statistik
(Legende zur Torhüterstatistik: GP oder Sp = Spiele insgesamt; W oder S = Siege; L oder N = Niederlagen; T oder U oder OT = Unentschieden oder Overtime- bzw. Shootout-Niederlage; Min. = Minuten; SOG oder SaT = Schüsse aufs Tor; GA oder GT = Gegentore; SO = Shutouts; GAA oder GTS = Gegentorschnitt; Sv% oder SVS% = Fangquote; EN = Empty Net Goal; 1 Play-downs/Relegation; Kursiv: Statistik nicht vollständig)

Stand: Ende der Saison 2007/08